# Скотарське
Скота́рське — село в Воловецькій селищній громаді Мукачівського району Закарпатської області України, на річці Вича.

## Історія
Документи вперше фіксують назву «Скотарське» (Szkotarszka) під 1607 роком. Назва унікальна для всіх Карпат, ніде більше схожої нема. Наприкінці 13 століття з південного сходу, з Балкан у Карпати прийшли волохи, плем'я, споріднене з сучасними  румунами і молдаванами. Вони були скотарями, на полонинах випасали овець і так дійшли до самої Морави. Далі вже не було правдивих волохів. Цей період історики називають періодом валашської колонізації. Волохи розселились по обидва боки Бескиду. Від них лишились такі топоніми, як Волосатий, Волосянка, Болехів (Влахів), очевидно, що і Воловець((Волоц). Багато прізвищ у нас волоського походження, особливо численне — Волошин, а ще Бляшин (від "Влах") і т.д. Навіть назви деяких рослин, наприклад "волошки".
Волохи заснували і Скотарське. У праці "Етнографічна карта Угорської Русі"(1907 рік) Стефан Томашівський наводить давню волоську назву села Романово, яка вже тоді вважалася призабутою. На початку 14 століття  волоський воєвода Драг (прізвище дуже схоже на славнозвісного Дракулу) внаслідок конфлікту з угорськими королями, яким потрібні були Карпати для полювання, вивів більшу частину волохів назад у Молдову. Залишки волохів засимілювались з місцевим автохтонним населенням, тобто слов'янізувалися. Це було тим легше, що волохи теж були православними. Волоські володарі заснували багато церков. У Львові Успенську церкву до тепер називають Волоською, в ній є зображення герба молдавських володарів-голова бика з зіркою і півмісяцем. У Воловці першу церкву заснував   Стефан Великий,в майбутньому  володар Молдови,,не пізніше,як в 1507 році(рік смерти  Стефана Великого).Про це можна прочитати(якщо хто не вірить) у книзі колективу авторів  "Буковина,іі минуле і сучасність").
Позбувшись волохів,угорці приступили до планомірної мадяризації ,чого волохи не робили,бо самі були двомовними.В Молдові українська мова довго була офіційною,Лише  Лупул,тесть сина Богдана Хмельницького Тимоша,зробив офіційною мовою молдавську.Процес мадяризації не йшов мадярам гладко,населення вперто держалось слов,янської назви,лише  в кінці 19 століття мадярському уряду вдалось офіційно змінити назву села  на повністю мадярську - Кішсольва.Проти  брутальної мадяризації гостро виступив Іван Франко в статті "І ми були в Європі"(1896 рік).Ця  мадярська назва в народі не прижилася і пішла в забуття,бо те,що засноване на примусі і насиллі,не може бути тривким. По мадярах лишились деякі прізвища(Мадяр,Фуцур,Фітас,Лакатош),два тунелі(один довгий 1756 метрів) і 5 високих залізничних мостів в околицях села.Найвищий має висоту 57 м ).
Залізниця  Мукачів-Стрий почала будуватись  з 1872 року.Лінія Сколє-Мукачів була відкрита  1887 року,перший поїзд  пройшов 4 квітня 1887 року.Повністю закінчено лінію Львів - Ужгород 1904 року.Основне фінансування взяли на себе польський князь Леон Сапєга  і один з представників міжнародного банкірського клану Ротшильдів(згодом він загинув на  "Титаніку").Ось кого б треба вважати хресними батьками  залізниці.Будували в основному кваліфіковані італійські робітники і інженери,які мали досвід прокладання залізниці в Альпах.Місцеві  люди  використовувались на чорновій підсобній роботі.Спочатку народ з недовір,ям поставився до цієї справи.  Народилась така пісня-
Ой ти горо проверчена,кажи,чим ти засмучена?
Не питайтеся в каліки,засмучена я навіки,
Прийшло плем,я нехрещене,
Та виняли  серце з мене.
Приїжджі працівники  здавалися патріархальним скотарчанам племенем нехрещеним,бо принесли в  край небачені раніше азартні ігри,пиятику і розпусту.Про це писав  відомий етнограф п,рофесор Львівського університету Володимир  Шухевич. 
З відходом волохів землю в Скотарськім  прибрали до рук угорські магнати Перені І БілкеЇ,а з 1727 року австрійська династія графів Шенборнів.Шенборни володіли  на Закарпатті 152-ма селами і чотирма містами,були другими найбільшими землевласниками в цілій Угорщині.Письменник Василь Пачовський наводить  у своїй книзі "Срібна земля" таку селянську бесіду-
"На пана збирали бандури порцію(податок). Од землі брали десятину врожаю.Од вола брали сороковець.Од коня два сороковця.Од голови платив кожний жонатий поголівщину.Піп брав від урожаю дев,ятину, терех сіна,віко мелаю і два віка вівса і сани дрив.Тото кожний мав дати на рік.Пан дуже збиткував людей.Коли увидів красну дівку,брав її у служницю,котра від нього відходила,тота била покритка".Так оповідала про це народна пам,ять.
Строго  бережені ліси графа Шенборна були раєм для дичини.Дики стадами по сорок голів бродили ,нищачи селянські посіви,серни  як блискавки літали між дерев,траплялися олені з  дивовижно крислатими рогами.Одного такого оленя вполював священник з Волосянки Михайло Ревакович.Роги того оленя здобули перший приз на міжнародній мисливській виставці в Будапешті в 1915 році.Дослідник старої Верховини  Антоній Годинка писав ті часи,що "множество ведмедів і диків велику шкоду сіянню чинят".Недаремно на  гербі села був  ведмідь,що в лапах тримає(шкоду робить)зірвані колоски.Раз у рік на цілий місяць граф  Ервін Шенборн приїздив на Верховину на полювання,з15 вересня по 15 жовтня,коли у оленів гон.Під Боржавською полониною донедавна була залізна таблиця з написом в німецькій мові,що тут граф Ервін Шенборн забив свого сотого оленя.Зараз ту таблицю вже не можна відшукати.
Скотарське увійшло в історію тим,що у 1895 році тут побував Іван Франко.Він був у дружніх відносинах з  місцевим парохом Омеляном  Штефаном,людиною патріотичних поглядів,на відміну від переважної більшості закарпатських священників,що були мадяронами.Саме отцю  Штефану належить честь відкриття в цілому краю першої читальні "Просвіти".Ця установа називалась "Греко-католицька читальня".Книжки доставляв Василь Штефан,брат священника,що був урядовцем на залізниці в  галицькім Лавочнім,а також  львівський суддя Іван Ревюк,член  Львівської "Просвіти".
Августин Штефан в автобіографічній   книзі  "За правду і волю" згадує про приїзд   в Скотарське Франка і про свою розмову з ним.Франко недовго гостив у отця Омеляна,бо його  чекав з двома кіньми воловецький легінь Михайло.Верхи  рушили  хребтом Бескиду до сіл Климець, Феліцієнталь,Розсохач.Село Феліцієнталь  було німецькою колонією,гарно загосподареною.Франко її докладно описав в статтях,поміщених у львівській пресі як приклад,що на малородючій галицькій землі можна  добре господарити. Крім Феліцієнталю, на галицькому боці Бескиду були  ще інші німецькі колонії - Аннаберг,Людвігталь. Доля цих німецьких колоній,що виникли з волі Марії Терезії сумна.В роки першої світової війни ця територія стала ареною боїв між австро-угорською і російською арміями. В цих боях брали участь і українські січові стрільці. Ці села,а також інші поблизькі - згоріли,причому спалили їх самі австрійці.Згоріло між іншим і село Верхнячка,яке звалось тоді Вижлів.Жителі масово втікали у Воловець,який був до краю переповнений біженцями з Галичини.Про це писав  свідок тих подій Роман Купчинський,січовий стрілець,в романі "Заметіль".(Хто не вірить,може  прочитати цю книжку).Зараз на місці Феліцієнталю село Долинівка,а німців чи їх нащадків там нема.
Мурованою церквою в селі  Франко не втішався. Про такі церкви він писав,їдучи в поїзді  зі Львова в Італію(до речі,разом з Михайлом Грушевським)
Тут хижі,як свинські кучі,
а церкви як обороги.
Зате милувався Франко старими дерев,яними церквами.Власне,за тим і приїхав у Скотарське.На станції в Скотарськім його чекав з кіньми легінь з Волівця(Франко так писав назву села - Волівець) Михайло(на жаль,Франко не згадав його прізвище).Сівши верхи на коні,вони поїхали через Бескид в село Климець,де жив приятель Франка,народний майстер Лука Снігур.Лука побудував за життя 35 церков по всім Карпатам.Франко запросив Луку у Львів,де на честь приїзду Франца Йосифа будувалось етнографічне містечко.У Львові Лука Снігур спорудив дерев,яну церкву в гуцульському стилі.В присутності цісаря було розігране костюмоване гуцульське весілля,де роль старости в гуцульському одязі грав професор університету ,відомий етнограф,автор капітальної пятитомної праці"Гуцульщина"  Володимир Шухевич(рідний дід командарма УПА Романа Шухевича)..
В Скотарськім  Франко зустрічався  з письменником з Буківця Євгеном Фенциком,що був теж священником і спеціально  приїхав у Скотарське,щоб зустрітись з Франком.Пам,ятник Євгенові  Фенцику роботи Олени Мондич стоїть в Ужгороді.Дитячі роки в селі Скотарськім провів Августин Штефан,в майбутньому Голова Сойму Карпатської, України і міністр освіти в уряді Августина Волошина,котрому приходився шовгором(швагром),бо були  одружені на рідних сестрах. Августинові Штефану належить велика,ще не оцінена належно,роль в історії Закарпаття.Він був тим,хто вніс на історичному засіданні Сойму пропозицію,щоб  державу було названо "Карпатська Україна",а не інакше.Він був першим,хто приніс на Закарпаття ще у 1918 році тризуб,і пояснив,що це  герб України,привіз його з Будапешту від урядовців українського посольства(представництва  Західно-Української Народної Республіки").Всіляко популяризував гімн "Ще не вмерла Україна",який з дитинства чув,як співав батько разом з гостями з Галичини.Цей гімн став так популярним,що його співав сам  Президент  Августин Волошин по радіо,коли відвідав Берлін. Крім того,у Августина Штефана було ще безліч заслуг перед закарпатським народом.
В 1910 р. в Скотарському проживало 1085 жителів, з них 120 були німцями (звідси така впорядкованість і чіткість панорамних видів на сільські вулички), 80 — угорцями, а 885 чоловік — русинами-українцями. 
З вірою було так: 23 протестанти, 924 греко-католика і 120 юдеїв.
В1936 в селі проживало1158  чоловік.Національний склад-русинів1038,чехів і словаків- 22,іноземців-12,угорців лишилось тільки 4,євреїв-82.По конфесіям до греко-католиків належало1014 чоловік,до православних -24.
Єврейська громада надавала своєрідного колориту селу.У своїх  національних костюмах,піснями,танцями і способом життя вони здавались картиною,наче чудом перенесеною з древнього Єрусалиму.  Були народом рухливим і підприємчивим.Колись було поширене переконання,що євреї займались одним гендлярством.Але це не зовсім так,Серед них були теслі,поденники,шевці,службовці,і тільки три  торговці-Фрідман Маєр,Грінберг  Мендел,Ліхтенштейн Герман. Майже всі євреї загинули в  фашистському таборі Освенцим.Чудом врятувались одиниці,що втекли в ліси і перебрались  на радянський бік кордону.Одним з них був Райхман Євген( мав професію електромонтера), що потім воював в  чехословацькім корпусі Людвіга Свободи і загинув на Дуклі.Мав за що мститись фашистам - за загиблих односельчан. 
Разом з ним полягло 24 скотарчан-бійців цього корпусу.Загальним числом 190  чоловіків з Воловецького району  воювали в  корпусі Свободи, з них загинуло  102.Командир Свобода був настільки хоробрий,що часто брав участь в боях,як рядовий автоматник(був нагороджений двома Георгіївськими хрестами ще за першу світову війну, в складі  Чехословацького Легіону). 
Серед депортованих в Освенцім і загиблих там скотарчанських євреїв  Айслер Мозіш(1930  року народження,школяр),Вайзер Абрагам(1929,школяр),Вайзер Рівка(1930,школярка),Вайс Ріфка Зелманівна(1930,школярка) і багато інших.Всього  загинуло з Воловецького району  721 єврей і тільки за те,що вони євреї.(Дивися книгу  "Книга скорботи України.Закарпатська область,Ужгород,видавництво "Карпати",2009).До цього часу ніде в районі нема жодного знаку про цю трагедію.
В корпусі  Л.Свободи загинули в боях  Беца Іван Михайлович(1921 р.н.),Беца Михайло Олексійович(1900),Буцко Андрій Степанович(1917),Буцко Василь Іванович(1913), Зенинець Андрій Іванович(1915),Зенинець Михайло Олексійович(1913,загинув  30.12.1943 року в бою за визволення Білої Церкви,там похований), Копча Михайло Михайлович(1920), Лакатош  Василь Іванович(1916),Лакатош Павло Васильович(1912),Мартин  Василь Андрійович(1918),Мартин Василь(1903),Месар Федір Іванович(1912), Микитович Василь Васильович(1916), Могіш Іван Олексійович(1911), Могіш Федір Васильович(1920), Райчинець Іван Михайлович(1915),Селехман Федір Васильович(1904), Фуцур Федір Павлович(1908), Шекмар Іван Федорович(1922), Шекмар Павло Михайлович(1912), Шекмар федір Іванович(1925). Всі вищевказані жителі села вступили в чехословацький корпус в м.Бузулук після того,як в 1939 році перейшли радянський кордон і були репресовані,опинились в таборах
.Всіх разом  загиблих бійців зі Скотарського найбільше серед всіх сіл  Воловецького району - 24.Більше тільки з Воловця - 25. До того ж в концтаборах загинуло  семеро волівчан з підпільної групи Хоми Росохи.Отже,загальна  цифра -32.(Дивися книгу колективу авторів "Книга пам,яті України",Ужгород,Видавництво Карпати,1995,стор.191-195).В боях  за Дуклю загинуло  п,ятеро скотарчан - Беца М.О.,Месар Ф.І.,Могіш Ф.В.,Райхман Є.М.,Шекмар П.М 
В  корпусі  Л.Свободи(1-й чехословацький армійський корпус) воювало 7 100 закарпатців із загальної чисельності 17 тисяч чоловік.(Дивися книгу О.Довганича "Закарпатські добровольці",Ужгород,1998) 
.Дукля стала для закарпатців з корпусу Л.Свободи  таким же героїчним і трагічним місцем,як для поляків  Монте-Касіно.Причому  закарпатці  зазнали  майже таких втрат,як і поляки при Монте-Касіно(800  проти 956),тільки що  не створено такої ж прекрасної пісні,як польська пісня "Маки Монте-Касіно".Лише шість танків Т-34 як пам,ятники  стоять на Дуклянському  перевалі, 
В рядах радянської армії загинув  Бабінець  Павло, його син Федір став художником,вчився в Ужгородському художньому училищі у таких майстрів пензля,як Йосип Бокшай і Адальберт  Ерделі.Відомим художником  став вихідець з села Павлишин Юрій.
В село приїздили на початку 20-го століття в пошуках етнографічного матеріалу відомі вчені  Гіядор Стрипський і Іван Панькевич.
Стрипський(псевдонім Біленький) був  приятелем Івана Франка,вчився у Львівськім університеті(закінчив і Будапештський).Саме йому належить заслуга у розшуку  "Гукливського літопису"-цінній історичній пам,ятці,в церкві села Гукливий.Франко схвально віднісся до знахідки і опублікував її в "  Наукових записках  товариства імені Тараса Шевченка" у Львові.Віднайшов  Стрипський  ще й "Скотарський літопис",значно  древніший,але надрукувати його не вдалось,бо пропав десь під час війни.
Іван Панькевич вважається одним з найбільших знавців закарпатських діалектів,він обійшов практично всі села області,збираючи  фольклорний і лексичний матеріал,який ліг в основу його фундаментальних лінгвістичних праць.
Відвідав  Скотарське визначний мовознавець,професор Ужгородського університету Павло Павлович Чучка.Тут він записав цікаві прізвища  скотарчан для своєї цінної праці про етимологію закарпатських  прізвищ.В ній  він науково пояснив походження таких прізвищ  як Шекмар,Беца,Фуцур,Фітас,Форзан,Селехман та багатьох інших.Наприклад, Могіш походить від угорського слова,що має значення "білка".
Говорячи про Скотарське,не можна оминути таке прізвище,як Логуш-Ігнатишина Марія.До недавнього часу не можна було навіть згадувати його.Навіть такий  відомий краєзнавець,наш земляк Василь Пагиря,в своїй цінній книзі "Зорі Верховини"(1985 рік) словом не згадує про неї. Але ж таким іменем село може гордитись,навіть весь район.Талановиту дівчинку помітив Августин Штефан і вивів  її,як мовиться, "в люди".Марійка закінчила Мукачівську гімназію,Торговельну Академію в Братиславі.Стала диктором Братиславського радіо,що вело передачі також і на русинській мові. В бурхливі дні Карпатської України в Хусті вона виступала в знаменитому театральному і хоровому ансамблі "Летюча естрада",з яким об,Їхала все  Закарпаття.В еміграції Марія  вступила в ряди ОУН(мельниківців).Вийшла заміж за актора  Михайла Логуша.Через певний час досягла високого положення в керівному органі- Українській Національній Раді,що була фактично парламентом  України в екзилі.В   УНР крім Марії Ігнатишин,було тільки двоє закарпатців- Степан Росоха. Степан Пап. Марія Ігнатишин написала кілька мемуарно-художніх книг,що зараз є бібліографічною рідкістю і на жаль,недоступні широкому колу читачів.Сама  Марія Ігнатишин була знаною жудожницею,її картини виставлялися в багатьох містах Канади,навіть в канадському павільйоні на Всесвітній виставці в Монреалі.Це не дивно,бо  Марія дружила з художником всесвітньої слави Василем Куриликом(українського походження),з композиторами Мирославом Скориком,Любою Жук і  багатьма іншими.Всіх їх приймала на дачі "Логушівка",що її спорудили з чоловіком Михайлом Логушем в Лаврентійських горах в провінції Онтаріо.До останніх своїх років Марія активно дописувала до провідних  часописів в  США і Канади .Син  Марії Руслан став відомим художником в Канаді,учасником багатьох виставок в країні і за кордоном,організатором фестивалів українського мистецтва в Тандер Бей(провінція Онтаріо).а внук Олександр- полковник армії США(зараз у відставці),дослідник історії УПА.З цього видно,як щедро наділив Бог талантами  нашу землячку-скотарчанку. В 1996 році Марія Ігнатишина-Логуш  відвідала рідне село,в якому не була  57 років.Її відвідини  пройшли майже зовсім непомітно.Прожила Марія Ігнатишин 101 рік.

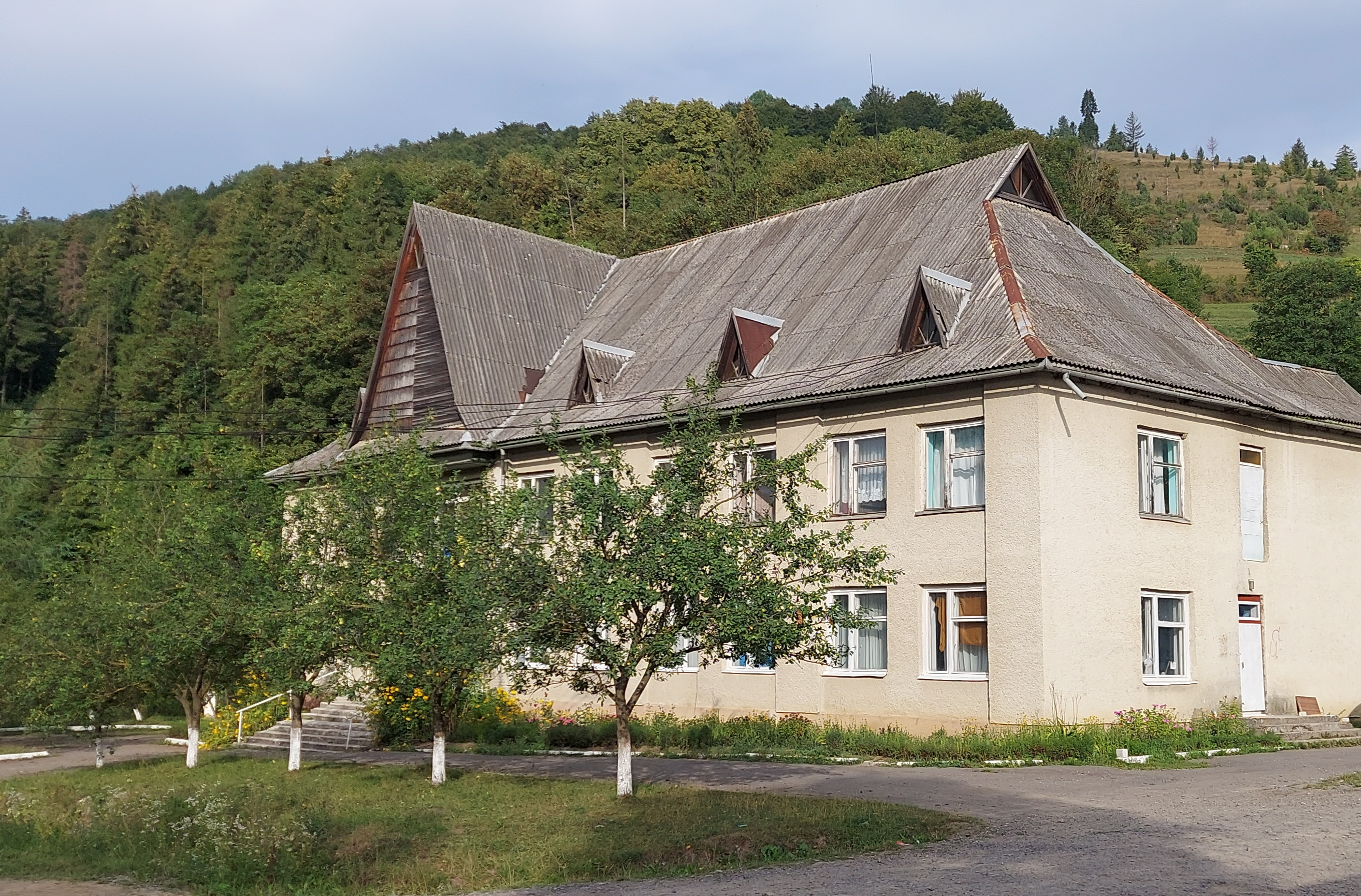
Будинок сільської ради села Скотарське

..

## Населення
Згідно з переписом УРСР 1989 року чисельність наявного населення села становила 1527 осіб.
За переписом населення України 2001 року в селі мешкали 1362 особи.

### Мова
Розподіл населення за рідною мовою за даними перепису 2001 року:
| Мова       | Чисельність | Відсоток |
| ---------- | ----------- | -------- |
| українська | 1406        | 99,5%    |
| російська  | 7           | 0,5%     |
| Усього     | 1413        | 100%     |

## Відомі люди
- Штефан Омелян - греко-католицький священик, закарпатський освітній і господарський діяч, батько Августина Штефана.
- Дулишкович Іван — греко-католицький священик, закарпатський історик.
- Мандрик Віра Юріївна - доктор біологічних наук, професорка.
- Ігнатишин Руслан Петрович (1986—2015) — солдат Збройних сил України, учасник російсько-української війни.
- Василь Мацовка - солдат Збройних сил України, учасник російсько-української війни. [8]
- Олександр Хміль - солдат Збройних сил України, захищав Україну на Донецькому напрямку. Загинув у боях за Бахмут.[9]

## Туристичні місця
- Церковна будівля побудована в 1885 році
- залізнична станція